# Bevor Max kam
Bevor Max kam ist ein 1998 im Piper Verlag GmbH, München erschienener Roman des Vorarlberger (Österreich) Autors Michael Köhlmeier.
In diesem Buch widmet er sich dem Wiener Kaffeehaus, einem großen altösterreichischen literarischen Motiv und Wiener Mythos.

## Handlung
In der Ich-Form werden 55 Geschichten von einem Wiener Kaffeehausliteraten erzählt und was im Kaffeehaus passiert, während er jeden Mittwoch auf seinen Freund Max wartet, der selber nie in Erscheinung tritt. Während des Wartens trinkt er meist einen großen Schwarzen und isst ein paar Frankfurter und er begegnet immer verschiedenen anderen Bekannten, die ihm Begebenheiten aus ihrem Leben erzählen, auch was seit dem letzten Treffen passiert ist, welche Merkwürdigkeiten geschehen sind. Sie dichten, erfinden oder berichten ihm und er auch ihnen. Zum Beispiel erzählt der dicke Caligula, wie er als verhinderter Selbstmörder selbst zum Lebensretter wurde; die 46-jährige Ex-Schwimmerin Rita, die ohne Pass, Geld und Englischkenntnisse ihrem Mann in London davongelaufen und fast zur Millionärin geworden wäre; Jetti Lenobel über die mysteriösen Liebesbriefe ihrer verstorbenen Großmutter.
Jede dieser Begegnungen dauert genau vier Buchseiten und all diese Geschichten und Schicksale verschwimmen allmählich und werden zu einer einzigen großen Geschichte.

## Anmerkung
Die einzelnen Geschichten des Romans „Bevor Max kam“ waren in der Zeit von März 1997 bis Mai 1998 mit leicht abgeändertem Text in der Wochenendbeilage der Österreichischen Zeitung „Der Kurier“ abgedruckt. ISBN 3-492-04065-9